# Marek Langhamer
Marek Langhamer (* 22. července 1994, Moravská Třebová, Česko) je český hokejový brankář, hrající v klubu Malmö Redhawks.

## Kariéra
Marek se narodil v Moravské Třebové, kde také v mládí hrál, ale později začal nastupovat za HC Pardubice. Za ty nastupoval 4 roky s občasným hostováním v HC Chrudim. Na konci sezony 2011/12 byl draftován NHL týmem Arizona Coyotes. V sezoně 2012/13 začal hrál v Americe, konkrétněji v juniorské WHL. O pár let později, během sezony 2015/16 už nastupoval jako dospělý hráč v ECHL i AHL, dokonce byl jednou povolán do NHL týmu, ale na svůj debut si musel počkat. V probíhající sezoně hraje stále v obou nižších ligách, ale tentokrát se mu povedlo probojovat i do NHL zápasu, když 20. února naskočil v průběhu místo Mika Smithe. K začátku prosince 2017 přestoupil do Komety Brno. V základní části extraligy odchytal devět utkání a připsal si dvě čistá konta. Byl u úspěchu Komety, která získala podruhé v řadě mistrovský titul.

## Reprezentace
Svou premiéru za seniorskou reprezentaci si odbyl v sezoně 2018–19, kdy byl v prosinci nominován v dubnu na přátelské utkání proti Rakousku. Zápas se odehrál ve Znojmě a Češi vyhráli 3:1. Oblékal také dresy českých juniorských reprezentací. Nastupoval za všechny kategorie od U16 do U20 a dosud odehrál celkem 45 zápasů.

## Ocenění a úspěchy
- 2011 ČHL-18 – Nejnižší průměr inkasovaných branek
- 2023 Liiga – Nejnižší průměr inkasovaných branek
- 2023 Liiga – Nejúspěšnější brankář

## Prvenství

### ČHL
- Debut – 22. prosince 2017 (HC Sparta Praha proti HC Kometa Brno)
- První inkasovaný gól – 22. prosince 2017 (HC Sparta Praha proti HC Kometa Brno, českým útočníkem Lukášem Klimkem)
- První vychytaná nula – 28. prosince 2017 (HC Dynamo Pardubice proti HC Kometa Brno)

### NHL
- Debut – 20. února 2017 (Arizona Coyotes proti Anaheim Ducks)
- První inkasovaný gól – 20. února 2017 (Arizona Coyotes proti Anaheim Ducks, kanadským útočníkem Ryan Getzlaf)

### KHL
- Debut – 5. prosince 2018 (Lokomotiv Jaroslavl proti Amur Chabarovsk)
- První inkasovaný gól – 5. prosince 2018 (Lokomotiv Jaroslavl proti Amur Chabarovsk, ruským obráncem Nikita Čerepanov)
- První vychytaná nula – 26. ledna 2019 (Amur Chabarovsk proti Salavat Julajev Ufa)

## Statistiky

### Základní části
| Sezona       | Tým                          | Liga         | Z  | V  | P  | Pvp | MIN  | OG  | ČK | POG  | %ChS  |
| ------------ | ---------------------------- | ------------ | -- | -- | -- | --- | ---- | --- | -- | ---- | ----- |
| 2009–10      | HC Eaton Pardubice           | ČHL-20       | 2  | 0  | 0  | 0   | 30   | 0   | 0  | 0.00 | 1.000 |
| 2010–11      | HC Eaton Pardubice           | ČHL-20       | 37 | 18 | 19 | 0   | 2162 | 113 | 3  | 3.14 | .913  |
| 2010–11      | HC Chrudim                   | 1.ČHL        | 3  | 1  | 2  | 0   | 107  | 4   | 0  | 2.24 | .940  |
| 2011–12      | HC ČSOB Pojišťovna Pardubice | ČHL-20       | 33 | 15 | 18 | 0   | 1916 | 105 | 0  | 3.29 | .909  |
| 2012–13      | Medicine Hat Tigers          | WHL          | 30 | 15 | 12 | 1   | 1450 | 83  | 2  | 3.44 | .899  |
| 2013–14      | Medicine Hat Tigers          | WHL          | 40 | 23 | 14 | 3   | 2392 | 103 | 2  | 2.58 | .913  |
| 2014–15      | Medicine Hat Tigers          | WHL          | 50 | 30 | 16 | 3   | 2904 | 136 | 2  | 2.81 | .902  |
| 2015–16      | Springfield Falcons          | AHL          | 19 | 7  | 9  | 2   | 1027 | 65  | 0  | 3.80 | .883  |
| 2015–16      | Rapid City Rush              | ECHL         | 8  | 5  | 2  | 1   | 484  | 18  | 1  | 2.23 | .935  |
| 2016–17      | Tucson Roadrunners           | AHL          | 25 | 8  | 11 | 2   | 1267 | 71  | 0  | 3.36 | .902  |
| 2016–17      | Rapid City Rush              | ECHL         | 7  | 5  | 2  | 0   | 419  | 19  | 1  | 2.72 | .913  |
| 2016–17      | Arizona Coyotes              | NHL          | 1  | 0  | 0  | 0   | 16   | 1   | 0  | 3.87 | .875  |
| 2017–18      | Tucson Roadrunners           | AHL          | 3  | 1  | 0  | 2   | 189  | 5   | 0  | 1.59 | .947  |
| 2017–18      | Arizona Coyotes              | NHL          | 1  | 0  | 0  | 0   | 29   | 0   | 0  | 0.00 | 1.000 |
| 2017–18      | HC Kometa Brno               | ČHL          | 9  | 6  | 3  | 0   | 552  | 18  | 2  | 1.96 | .924  |
| 2018–19      | HC Kometa Brno               | ČHL          | 8  | 5  | 3  | 0   | 453  | 18  | 0  | 2.38 | .916  |
| 2018–19      | Amur Chabarovsk              | KHL          | 19 | 9  | 8  | 2   | 1090 | 36  | 3  | 1.98 | .929  |
| 2019–20      | Amur Chabarovsk              | KHL          | 25 | 6  | 16 | 0   | 1415 | 53  | 1  | 2.25 | .926  |
| 2020–21      | Amur Chabarovsk              | KHL          | 27 | 10 | 11 | 2   | 1464 | 67  | 0  | 2.75 | .916  |
| 2021–22      | Tampereen Ilves              | Liiga        | 26 | 14 | 6  | 5   | 1549 | 66  | 0  | 2.56 | .908  |
| 2022–23      | Tampereen Ilves              | Liiga        | 40 | 23 | 10 | 7   | 2356 | 72  | 0  | 1.83 | .924  |
| 2023–24      | IK Oskarshamn                | SHL          | 25 | 5  | 18 | 0   | 1309 | 77  | 0  | 3.53 | .874  |
| Celkem v NHL | Celkem v NHL                 | Celkem v NHL | 2  | 0  | 0  | 0   | 45   | 1   | 0  | 1.33 | .944  |

### Play-off
| Sezona         | Tým                 | Liga           | Z  | V  | P  | MIN  | OG | ČK | POG  | %ChS |
| -------------- | ------------------- | -------------- | -- | -- | -- | ---- | -- | -- | ---- | ---- |
| 2012–13        | Medicine Hat Tigers | WHL            | 1  | 0  | 0  | 38   | 5  | 0  | 7.83 | .833 |
| 2013–14        | Medicine Hat Tigers | WHL            | 18 | 9  | 9  | 1071 | 42 | 0  | 2.35 | .934 |
| 2014–15        | Medicine Hat Tigers | WHL            | 10 | 5  | 5  | 657  | 25 | 1  | 2.28 | .924 |
| 2021–22        | Tampereen Ilves     | Liiga          | 13 | 6  | 7  | 802  | 23 | 2  | 1.72 | .933 |
| 2022–23        | Tampereen Ilves     | Liiga          | 9  | 6  | 3  | 538  | 18 | 0  | 2.01 | .913 |
| Celkem v Liiga | Celkem v Liiga      | Celkem v Liiga | 22 | 12 | 10 | 1340 | 41 | 2  | 2.12 | .917 |

### Reprezentace
| Rok                       | Tým                       | Soutěž                    | Z  | V | P | R | MIN | OG | ČK | POG  | %ChS |
| ------------------------- | ------------------------- | ------------------------- | -- | - | - | - | --- | -- | -- | ---- | ---- |
| 2011                      | Česko 17                  | WHC-17                    | 3  | 1 | 2 | 0 | 171 | 8  | 0  | 2.80 | .900 |
| 2011                      | Česko 18                  | MS-18                     | 3  | — | — | 0 | —   | —  | 0  | 3.53 | .883 |
| 2012                      | Česko 18                  | MS-18                     | 2  | 0 | 2 | 0 | 114 | 9  | 0  | 4.77 | .859 |
| 2014                      | Česko 20                  | MSJ                       | 4  | 1 | 2 | 0 | 244 | 12 | 0  | 2.95 | .906 |
| 2022                      | Česko                     | MS                        | 3  | 1 | 1 | 0 | 125 | 5  | 0  | 2.38 | .902 |
| 2023                      | Česko                     | MS                        | 2  | 1 | 1 | 0 | 118 | 5  | 0  | 2.25 | .881 |
| Juniorská kariéra celkově | Juniorská kariéra celkově | Juniorská kariéra celkově | 12 | — | — | 0 | —   | —  | 0  | —    | —    |
| Seniorská kariéra celkově | Seniorská kariéra celkově | Seniorská kariéra celkově | 5  | 2 | 2 | 0 | 243 | 10 | 0  | 2.47 | .892 |